# Ville nouvelle
Als Ville nouvelle („Neue Stadt“) im weiteren Sinn bezeichnet man im Französischen jede mit planerisch-politischem Willen binnen kürzerer Zeit realisierte Stadtgründung, etwa im Sinne des deutschen Begriffs Planstadt. Im engeren Sinn bezieht sich der Begriff auf ein Programm neuer Städte, das in Frankreich Mitte der 1960er Jahre entwickelt wurde. Als Vorbild dienten die britischen New Towns rund um London. Der Plan war, dass die Villes Nouvelles unabhängig von Paris sein sollten, das Projekt scheiterte aber zum Teil.

## Geschichte der PariserVilles Nouvelles
Zu Beginn der Regierungszeit von Charles de Gaulle als Präsident der französischen Fünften Republik gab es demographische Voraussagen, die für die Region Paris bis zum Jahr 2000 ein Bevölkerungswachstum von etwa 8 Millionen auf 14 bis 16 Millionen Einwohner vorsahen. De Gaulle, ein Verfechter wirtschaftlicher und urbanistischer Planification, beauftragte daraufhin seinen Mitarbeiter Paul Delouvrier als Generalbevollmächtigten, einen Richtlinienplan für die Pariser Region zu erstellen, der dieses Problem durch Dezentralisierung lösen sollte. Man wollte das Problem ungeplanten Wachstums nach Art eines Ölflecks in den Griff bekommen, aber wohl auch einen Machtzuwachs der mehrheitlich linken Bürgermeister, der so genannten Banlieue rouge am Rande des administrativ kleinen Stadtgebiets von Paris (Paris intra muros), hintanhalten. Nach umfangreichen Diskussionen, die etwa auch den Vorschlag eines zweiten Paris östlich der traditionellen Hauptstadt erbracht hatten, wurde 1965 ein Richtlinienplan veröffentlicht, der zunächst acht in etwa 30 km Entfernung von der Hauptstadt gelegene Villes nouvelles mit im Endausbau je 500.000 Einwohnern vorsah. Von diesen wurden in der Folge fünf realisiert, nämlich Cergy-Pontoise, Marne-la-Vallée, Melun-Sénart, Évry, Saint-Quentin-en-Yvelines. Im Jahr 2012 lebten in den 5 Villes nouvelles im Großraum Paris 880.274 Menschen.
Während die bisherige Besiedlung des Pariser Umlandes sich auf die Flusstäler konzentriert hatte, wurden die Villes nouvelles in der Regel auf bis dahin kaum besiedelten, landwirtschaftlich genutzten Höhenrücken angelegt. Widerstände der örtlichen Bevölkerung wurden durch Enteignungsmaßnahmen überwunden. Man versuchte dabei auch den Fehler der New Towns zu vermeiden, die in zu großer Entfernung von der Hauptstadt und zu klein geplant und keine wirklich belebten Städte geworden seien (so Paul Delouvrier in einer Rede vom 6. Januar 1966).
In der Folge kam es nicht zu dem um 1960 prognostizierten explosiven Bevölkerungswachstum der Region Paris, was die Entwicklung der Villes nouvelles verlangsamte. Auch manche Auffassungen von Stadtplanung änderten sich. Während die ursprüngliche Anlage der Pariser Satellitenstädte nach den Richtlinien der Charta von Athen im Sinne klarer Funktions- und Verkehrsentmischung ausgerichtet war, trat bald die Notwendigkeit gemischter Nutzungen und die optimale Anbindung an den öffentlichen Verkehr via RER in den Vordergrund. Auch zeichnete sich bald ab, dass das traditionelle soziale West-Ost-Gefälle im Pariser Großraum auch auf die Villes nouvelles ausstrahlte. In den 1970er und 1980er Jahren erhob sich auch das Bedürfnis nach interessanterer architektonischer Gestaltung und vermehrter Bürgermitbestimmung, was in den Villes nouvelles in der Folge zur Errichtung zahlreicher postmoderner Bauten mit Wahrzeichen-Charakter führte (etwa durch die Architekten Ricardo Bofill und Manolo Nuñez). Diese populäre und kommerzielle Ausrichtung wurde von Anhängern der Moderne kritisiert, dürfte aber mit ein Faktor für das Gelingen des urbanistischen Experiments Ville nouvelle sein.

## Beispiele außerhalb Paris
Weitere Villes nouvelles in Frankreich:
- Umgebung Lille: Villeneuve-d’Ascq
- Umgebung Lyon: L’Isle-d’Abeau
- Umgebung Marseille: Ouest Provence (ehemals Rives de l’Étang de Berre)
- Umgebung Rouen: Val-de-Reuil

## Einwohnerzahlen der Villes Nouvelles
| Einwohnerzahl der Villes Nouvelles |                      |                     |
| Name                               | Einwohnerzahl (2013) | Ballungsraum        |
| Cergy-Pontoise                     | 199.938              | Paris/Île-de-France |
| Évry                               | 115.171              | Paris/Île-de-France |
| Marne-la-Vallée                    | 303.707              | Paris/Île-de-France |
| Saint-Quentin-en-Yvelines          | 227.137              | Paris/Île-de-France |
| Sénart                             | 123.704              | Paris/Île-de-France |
| Villeneuve-d’Ascq                  | 62.616               | Lille               |
| L’Isle-d’Abeau                     | 44.015               | Lyon                |
| Ouest Provence                     | 98.030               | Marseille           |
| Val-de-Reuil                       | 12.969               | Rouen               |

## Vergleich der Pariser Villes nouvelles mit den restlichen Villes nouvelles in Frankreich
| Einwohnerzahl der Villes nouvelles        |                         |                      |
| Region                                    | Anzahl Villes nouvelles | Einwohnerzahl (2013) |
| Paris/Île-de-France                       | 5                       | 969.657              |
| restliches Frankreich ohne Großraum Paris | 4                       | 217.630              |
| Frankreich gesamt                         | 9                       | 1.187.287            |

Im Jahr 2013 zählte Frankreich 65.564.756 Einwohner. Bei 1.187.287 Einwohnern in den Villes nouvelles lebten im Jahr 2013 damit 1,81 % aller Einwohner Frankreichs in Villes nouvelles.

## Einfluss auf Belgien
Der in den 1970er Jahren erfolgte Aufbau der Universitätsstadt Louvain-la-Neuve nach Trennung der Katholischen Universität Löwen in einen französischsprachigen und einen niederländischsprachigen Teil kann ebenfalls als Gründung einer Ville nouvelle angesehen werden.